# Maximiliano Reale
Maximiliano Ariel Reale (Río Cuarto, 3 gennaio 1973) è un ex cestista argentino.
Guardia-ala di 199 cm per 92 kg. Ha giocato nella massima serie italiana e in quella spagnola.

## Carriera
Ha giocato in Serie A1 con la maglia della Pallacanestro Cantù.
Dopo una parentesi in Liga ACB, è rimasto due anni a Rieti dove ha conquistato una promozione in Legadue e vinto una coppa Italia di categoria nel 2004.
Nel 2005-06 era a Casalpusterlengo, mentre nel biennio 2006-2008 ha giocato con il Basket Trapani.
Dopo un infortunio, il 14 dicembre 2008 è stato ufficializzato il suo passaggio alla Virauto Ford Catania, in Serie B Dilettanti. Il suo innesto è servito ad innalzare il livello della società siciliana, che da quel momento è ascesa in classifica fino al terzo posto. Reale ha giocato tredici gare in campionato (14 punti a partita di media) e la sua squadra si è qualificata per i play-off.. La società lo ha riconfermato anche per la stagione 2008-2009.
Nel giugno 2010 annuncia il rientro in patria per giocare un'ultima stagione nella società che lo ha fatto esordire.